# Gimai Seikatsu
Gimai Seikatsu (義妹生活) é uma franquia de mídia japonesa criada por Ghost Mikawa. Começou com um canal do YouTube criado em abril de 2020, com seu primeiro vídeo carregado em 1º de maio de 2020. Uma série de light novel é escrita por Ghost Mikawa e ilustrada por Hiten. A série começou a ser publicada por Media Factory sob seu selo MF Bunko J janeiro de 2021. Uma adaptação para mangá por Yumika Kanade começou a ser serializada online na Shōnen Ace Plus da Kadokawa Shoten em julho de 2021. Uma série de anime produzida pelo Studio Deen estreou em julho de 2024.

## Mídias

### Canal do YouTube
Ao escrever várias obras, o autor Ghost Mikawa soube da existência de um leitor que tinha um pedido para "se aprofundar na vida cotidiana das personagens". Ele estava interessado em ver o que aconteceria se tentasse escrever uma obra incomum e decidiu escrever uma história que retratasse o relacionamento entre irmãos por afinidade.
Em relação à produção dos vídeos, Mikawa é o autor original do enredo de Gimai Seikatsu, mas o roteiro da história é tratado por vários escritores. Segundo Mikawa, o estilo de escrita de cada escritor é mostrado em cada roteiro, por isso muitas vezes é tomado como ele é.
Todos os vídeos no canal do YouTube são legendados em inglês, chinês, espanhol e vietnamita.

### Light novel
A série de light novel foi escrita por Ghost Mikawa e conta com ilustrações de Hiten. É publicado pela Media Factory sob seu selo MF Bunko J, com o primeiro volume lançado em 25 de janeiro de 2021; doze volumes foram lançados até 25 de outubro de 2024.

### Mangá
Uma adaptação de mangá com arte de Yumika Kanade começou a ser serializada no serviço online Shōnen Ace Plus da Kadokawa Shoten em 16 de julho de 2021.

### Anime
Em julho de 2022, durante o evento "Natsu no Gakuensai 2022" para MF Bunko J, foi anunciada uma adaptação de uma série de anime para televisão. O elenco do canal do YouTube está reprisando seus papéis. É produzido pelo Studio Deen e dirigido por Souta Ueno, com roteiros escritos por Mitsutaka Hirota, personagens desenhados por Manabu Nii e música composta por Citoca. A série foi ao ar de 4 de julho a 19 de setembro de 2024, na AT-X e outras emissoras, com a Crunchyroll transmitindo a série para todo o mundo, fora do Leste Asiático. A música tema de abertura é "Tenshi-tachi no Uta" (天使たちの歌, lit.  "Canção dos Anjos") interpretada por fhána, enquanto a música tema de encerramento é "Suisō no Buranko" (水槽のブランコ, lit.  "Balanço do Aquário") interpretada por Kitri.

## Recepção
Na edição de 2022 do guia anual de light novel da Takarajimasha, Kono Light Novel ga Sugoi!, a série de romances ficou em 7º lugar na categoria bunkobon e em 3º lugar na categoria novas obras. Em janeiro de 2024, a série tinha mais de 600.000 cópias em circulação.

## Links externos
- Website oficial da light novel (em japonês)
- Website oficial do mangá (em japonês)
- Website oficial do anime (em japonês)
- Gimai Seikatsu (light novel) na enciclopédia do Anime News Network (em inglês)